# Мисато (Акита)
Мисато (яп. 美郷町 Мисато-тё:) — посёлок в Японии, находящийся в уезде Сембоку префектуры Акита. Площадь посёлка составляет 168,36 км², население — 20 402 человека (1 августа 2014), плотность населения — 121,18 чел./км².

## Географическое положение
Посёлок расположен на острове Хонсю в префектуре Акита региона Тохоку. С ним граничат города Дайсен, Йокоте и посёлок Нисивага.

## Население
Население посёлка составляет 20 402 человека (1 августа 2014), а плотность — 121,18 чел./км². Изменение численности населения с 1980 по 2005 годы:
| 1980 | 26 356 чел. |  |
| 1985 | 26 358 чел. |  |
| 1990 | 25 987 чел. |  |
| 1995 | 25 232 чел. |  |
| 2000 | 24 207 чел. |  |
| 2005 | 23 038 чел. |  |

## Символика
Деревом посёлка считается сосна густоцветная, цветком — лаванда, птицей — гусь.